# Parco naturale regionale dei Pirenei catalani
Il parco naturale regionale dei Pirenei catalani è un parco naturale della Francia meridionale, istituito nel 2004 e situato nella regione dell'Occitania, nel dipartimento dei Pirenei Orientali.

## Storia
Il Parco Naturale Regionale dei Pirenei catalani è nato ufficialmente il 5 marzo 2004, su decreto del Primo Ministro e del Ministro dell'Ecologia. È il primo Parco Naturale Regionale dei Pirenei francesi. Il Parco naturale regionale dei Pirenei catalani è il 43º Parco naturale regionale francese.

## Territorio

Logo dei Pirenei catalani

Il parco si estende su una superficie di 137.100 ettari (pari a circa un terzo della superficie del dipartimento dei Pirenei Orientali) nei territori dell'Alta Cerdagna, del Capcir e dell'Alto Conflent, ospita 64 comuni e sette riserve naturali.
È delimitato a ovest dall'alta valle dell'Ariège e dal Pics Orientaux de Font Nègre, a nord dal pic Pédrous, Pic de la Tribuna, Pic de Madrès e dal Col de Jau, a nord-est dalla valle del Castellane (affluente del Têt), a est dal massiccio del Canigou, a sud dalle cime che delimitano la frontiera con la Spagna (Roc Colom (sorgente del Tech), Pic de la Dona, Pic d'Eyne, Puigmal).
Comprende la media e alta valle del Têt, (dall'altopiano del Capcir al Conflent) e i versanti interni dei quattro massicci montagnosi del Madres a nord, il Pic Carlit a ovest, il Canigou a est e il Puigmal a sud, che la circondano. L'altezza del territorio vara fra 350 e 3.000 m s.l.m.
All'interno del parco si trovano 6 riserve naturali nazionali (Conat, Vallée d'Eyne, Jujols, Mantet, Nohèdes, Py) e la riserva naturale regionale di Nyer.

## Comuni
Il parco interessa 64 comuni nella zona occidentale dei Pirenei Orientali, per un totale complessivo di circa 21.000 abitanti (dato del 1999).
- Angoustrine-Villeneuve-des-Escaldes
- Ayguatébia-Talau
- Bolquère
- Bourg-Madame
- Campôme
- Canaveilles
- Casteil
- Catllar
- Caudiès-de-Conflent
- Conat
- Corneilla-de-Conflent
- Dorres
- Égat
- Enveitg
- Err
- Escaro

- Estavar
- Eyne
- Fontpédrouse
- Fontrabiouse
- Font-Romeu-Odeillo-Via
- Formiguères
- Fuilla
- Jujols
- La Cabanasse
- La Llagonne
- Latour-de-Carol
- Les Angles
- Llo
- Mantet
- Matemale
- Molitg-les-Bains

- Mont-Louis
- Mosset
- Nahuja
- Nohèdes
- Nyer
- Olette
- Oreilla
- Osséja
- Palau-de-Cerdagne
- Planès
- Porta
- Porté-Puymorens
- Puyvalador
- Py
- Railleu
- Réal

- Ria-Sirach
- Sahorre
- Saillagouse
- Sainte-Léocadie
- Saint-Pierre-dels-Forcats
- Sansa
- Sauto
- Serdinya
- Souanyas
- Targassonne
- Thuès-Entre-Valls
- Ur
- Urbanya
- Valcebollère
- Vernet-les-Bains
- Villefranche-de-Conflent

## Flora

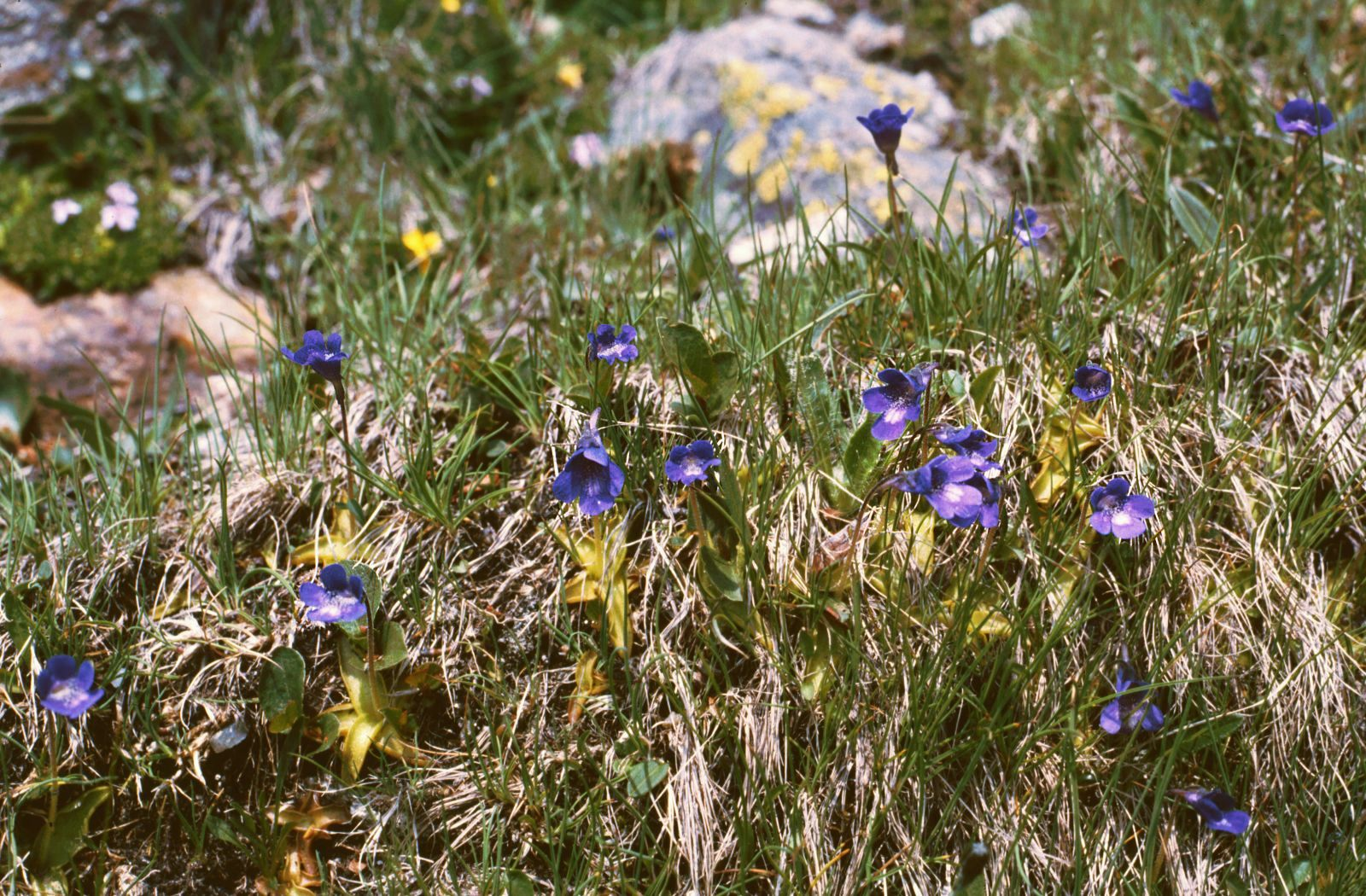
Pinguicula leptoceras

La posizione del territorio nella parte meridionale dei Pirenei, l'influenza del clima mediterraneo e le conseguenze delle attività agropastorali dell'uomo nella zona, hanno determinato una grande ricchezza naturale sia nella parte faunistica che per la flora.
L'analisi effettuata in occasione della costituzione del parco ha evidenziato la presenza di 49 specie di piante endemiche e rare (20 delle quali endemiche nella parte orientale del massiccio dei Pirenei) su un totale di circa 250 specie e sottospecie endemiche presenti nel territorio del parco.
Fra le specie vegetali le più caratteristiche del territorio sono:
- Alyssum pyrenaicum
- Botrychium simplex
- Carex caespitosa
- Drosera intermedia
- Eriophorum gracile
- Lycopodiella inundata
- Pinguicula leptoceras
- Utricularia minor

## Fauna

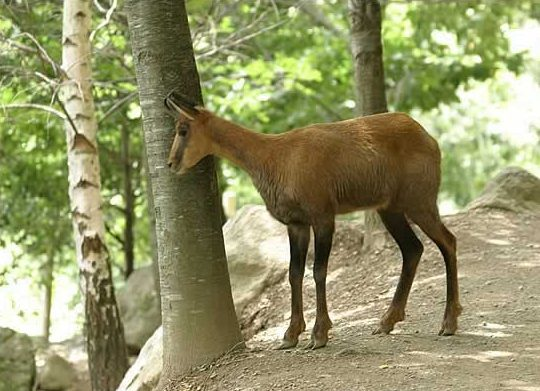
Camoscio dei Pirenei

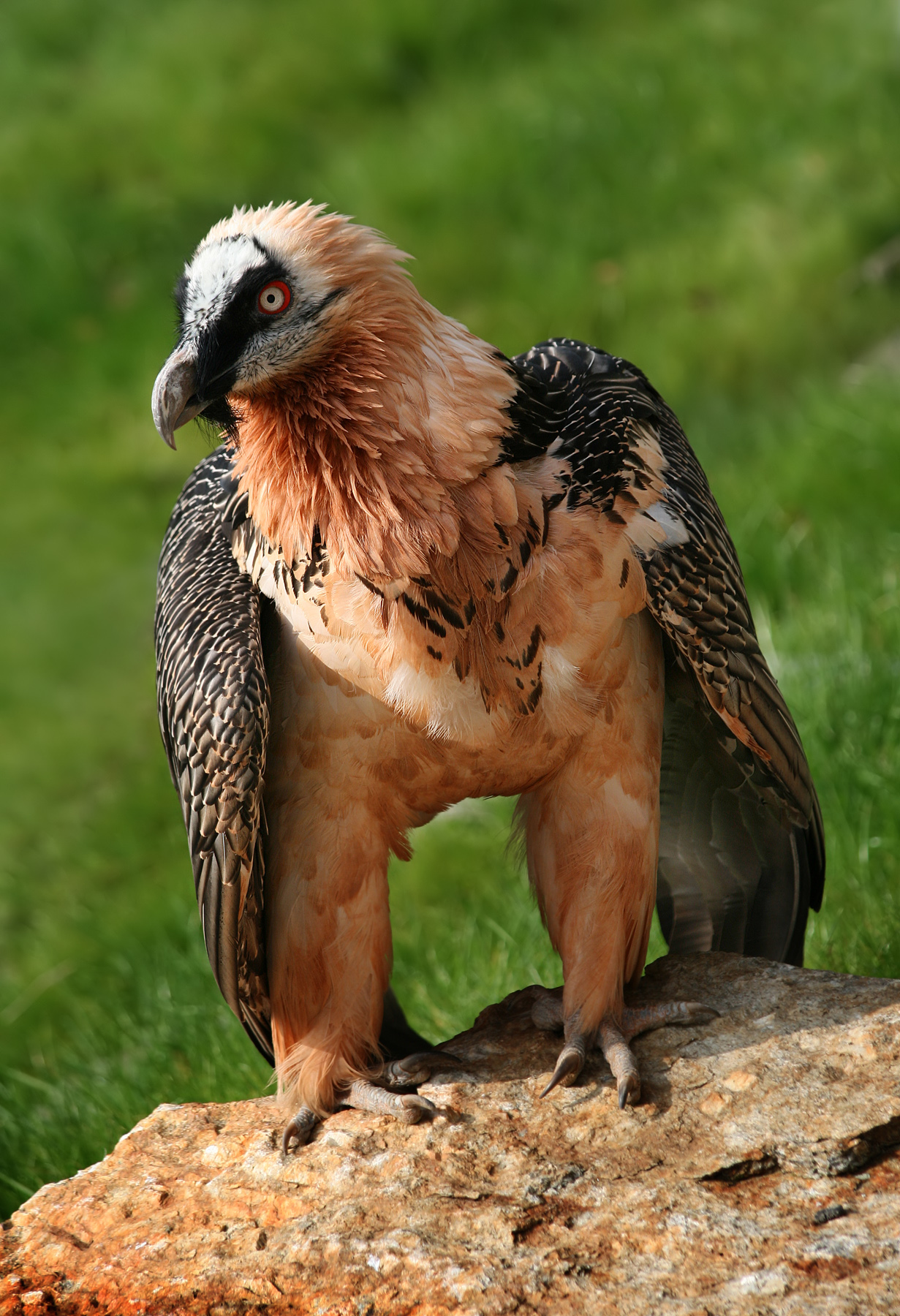
Gipeto o avvoltoio barbuto

Il parco ospita una grande varietà di specie animali: una trentina di specie di mammiferi, e oltre cento specie di uccelli fra migratori e stanziali. In totale, il territorio conserva circa il 36% delle specie di vertebrati presenti in Francia (esclusi i pesci), il 37% degli uccelli e il 55% dei mammiferi. Le specie più significative del territorio sono:
- Mammiferi
  - camoscio dei Pirenei (Rupicapra pyrenaica pyrenaica)
  - muflone europeo (Ovis musimon)[1]
  - lupo appenninico (Canis lupus italicus)[2][3]
  - gatto selvatico (Felis silvestris)
  - marmotta delle Alpi (Marmota marmota)[4]
  - ermellino (Mustela erminea)
  - lontra europea (Lutra lutra)
  - toporagno d'acqua mediterraneo (Neomys anomalus)
  - desman pirenaico (Galemys pyrenaicus) (specie endemica)
- Uccelli
  - aquila reale (Aquila chrysaetos)
  - grifone (Gyps fulvus)
  - gipeto o avvoltoio barbuto (Gypaetus barbatus)
  - gallo cedrone cantabrico (Tetrao urogallus) (specie endemica)
  - piviere tortolino (Eudromias morinellus)
  - pernice bianca dei Pirenei (Lagopus muta) (specie endemica)
  - starna hispaniensis (Perdix perdix) (specie endemica)
- Anfibi
  - tritone dei Pirenei (Calotriton asper) (endemico)
- Pesci
  - Barbo meridionale (Barbus meridionalis) (specie endemica della zona mediterranea)

## Punti di interesse

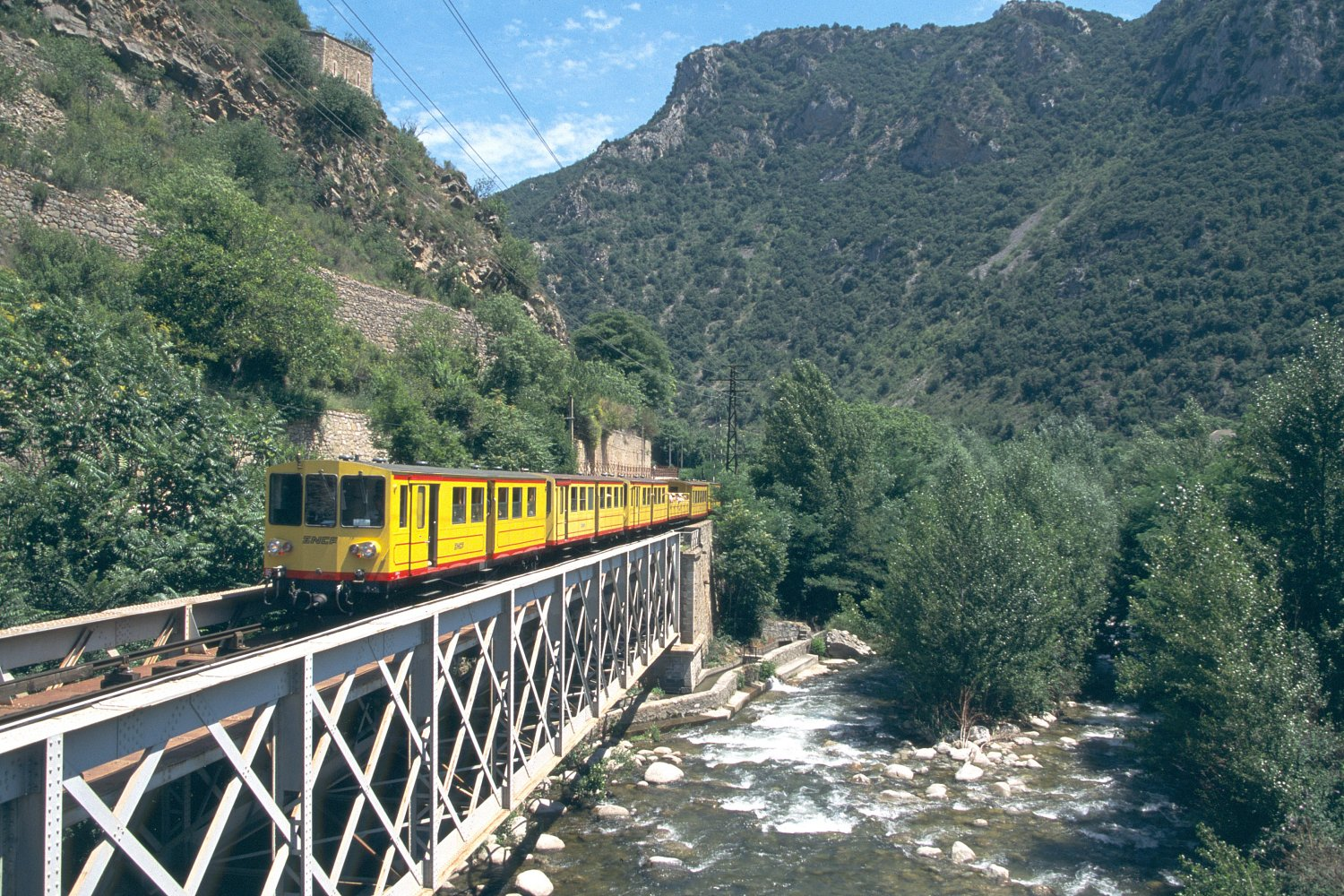
Il treno Giallo - Ponte sul Tet presso Villefranche-de-Conflent

Il Treno Giallo (Train Jaune) è una linea ferroviaria a scartamento ridotto, lunga 63 km,  che collega Villefranche-de-Conflent con Latour-de-Carol passando per Mont-Louis, Font-Romeu-Odeillo-Via, Bourg-Madame. La linea attraversa tutto il territorio del parco, seguendo per circa 30 km il corso del Tet da Villefranche-de-Conflent a Mont-Louis e poi inoltrandosi nell'altopiano dell'Alta Cerdagna fino alla stazione internazionale di Latour-de-Carol al confine con la Spagna.
La linea, in servizio dal 1910, rappresenta un vero simbolo per la regione della Linguadoca-Rossiglione e per il parco. Nata agli inizi del secolo per collegare gli altipiani della Cerdanya al resto della regione, è diventata attualmente un mezzo prevalentemente adibito al trasporto turistico nel parco.